# Tommaso Reggio
(Giovanni Semeria)
Tommaso Reggio (Genova, 9 gennaio 1818 – Triora, 22 novembre 1901) è stato un arcivescovo cattolico italiano.
Nel 2000 è stato beatificato da papa Giovanni Paolo II. Fu creatore delle Suore di Santa Marta, che aiutarono i più poveri, ormai diffuse in tutta Europa.

## Biografia

### Gioventù e seminario
Nato da una nobile famiglia genovese, ricevette l'istruzione elementare da un maestro privato in casa. Frequentò poi gli studi superiori nel Collegio Reale di Genova, retto allora dai padri somaschi. Si iscrisse all'università, e nel 1838 ricevette il titolo di baccelliere in giurisprudenza.
Avendo sentito la vocazione al sacerdozio, entrò, il 24 marzo 1839, vocazione adulta al seminario di Genova, che frequentò inizialmente come studente esterno. Studiò filosofia e teologia. Rettore del seminario era l'allora ventiseienne don Giovanni Battista Cattaneo. Nel seminario si iscrisse alla Congregazione dell'Arcangelo San Raffaele.

### Sacerdote
Fu ordinato sacerdote il 18 settembre 1841.
Fu nominato vicerettore del seminario di Genova e, nel 1845, rettore di quello di Chiavari.
Tornò a Genova nel 1851 in qualità di abate-parroco della Basilica di Santa Maria Assunta in Carignano; in questo periodo fu anche docente di morale presso il seminario e diede vita a dei momenti di preghiera e formazione religiosa per i lavoratori che si tenevano nelle prime ore del mattino.
Dopo esserne stato a lungo redattore, nel 1861 divenne direttore del quotidiano Stendardo Cattolico. Nel 1870, obbediente alle nuove disposizioni emanate da papa Pio IX dopo la presa di Roma, chiuse il giornale anche se ciò contrastava con il suo pensiero che voleva i cattolici attivi nella vita pubblica.

### Vescovo di Ventimiglia
Il 20 marzo 1877 fu nominato vescovo titolare di Tanis e coadiutore di Ventimiglia. Succedette alla medesima sede il 26 giugno dello stesso anno. L'anno successivo fondò la congregazione religiosa delle Suore di Santa Marta.
In molti dei suoi documenti emerge la necessità di una maggiore preparazione dei laici finalizzata ad una partecipazione più attiva alla vita della Chiesa cattolica.

### Arcivescovo di Genova
L'11 luglio 1892 fu promosso arcivescovo di Genova.
Come arcivescovo di Genova si adoperò per allentare le tensioni tra stato e Chiesa anche grazie ai buoni rapporti che da sempre tenne con la casa regnante: fu lui a celebrare, con il permesso della Santa Sede, i funerali di Umberto I l'8 agosto 1900.
Grazie alla stima che godeva presso le autorità pubbliche, ottenne sempre maggiori libertà come la possibilità di celebrare la processione del Corpus Domini per le vie della città, di istituire nuove parrocchie e di dare inizio ad un'opera di restauro della cattedrale di San Lorenzo.
Molto attento ai problemi sociali, continuò le sue opere in favore della classe operaia: diede nuovo impulso alle società operaie cattoliche, si impegnò in prima persona nella lotta per il riconoscimento del diritto al riposo festivo e ad un orario di lavoro regolamentato.
Per contrastare il fenomeno dello sfruttamento degli immigrati privi di documenti (già molto importante all'epoca a Genova), creò un sistema di assistenza per far uscire le persone dalla clandestinità.

### Morte e funerali
Morì a Triora, dove si era recato il 3 settembre 1901 in pellegrinaggio a causa dell'erezione della statua del Redentore sul monte Saccarello. Un'improvvisa infermità, iniziata con un violento dolore al ginocchio destro, lo costrinse a letto; l'infezione si aggravò, e né le frequenti medicazioni, né le due incisioni al ginocchio che gli si praticarono, poterono curarlo. La morte lo raggiunse il 22 novembre alle 14,20; le sue ultime parole furono: "Dio, Dio, Dio solo mi basta".
Aveva chiesto di essere sepolto nel cimitero di Triora, ma il clero di Genova reclamò il ritorno delle spoglie alla sua città. Il feretro fu quindi portato a Genova e le solenni esequie si svolsero nella cattedrale di San Lorenzo; al termine della cerimonia il feretro percorse le principali vie cittadine, accompagnato dal popolo, dalle autorità e dal clero di Genova e di Ventimiglia. Nel pomeriggio dello stesso giorno la salma venne traslata alla cappella del seminario minore del Chiappeto, sepoltura scelta dall'arcivescovo Magnasco per sé e per i suoi successori.
Nel 1951 le suore di Santa Marta traslarono le spoglie alla cappella appositamente costruita nella loro casa di Genova dove furono riposte in un monumento marmoreo.
Fu beatificato da papa Giovanni Paolo II il 3 settembre 2000.

## Genealogia episcopale e successione apostolica
La genealogia episcopale è:
- Cardinale Scipione Rebiba
- Cardinale Giulio Antonio Santori
- Cardinale Girolamo Bernerio, O.P.
- Arcivescovo Galeazzo Sanvitale
- Cardinale Ludovico Ludovisi
- Cardinale Luigi Caetani
- Cardinale Ulderico Carpegna
- Cardinale Paluzzo Paluzzi Altieri degli Albertoni
- Papa Benedetto XIII
- Papa Benedetto XIV
- Cardinale Enrico Enriquez
- Arcivescovo Manuel Quintano Bonifaz
- Cardinale Buenaventura Córdoba Espinosa de la Cerda
- Cardinale Giuseppe Maria Doria Pamphilj
- Papa Pio VIII
- Papa Pio IX
- Cardinale Gustav Adolf von Hohenlohe-Schillingsfürst
- Arcivescovo Salvatore Magnasco
- Arcivescovo Tommaso Reggio

La successione apostolica è:
- Vescovo Fortunato Vinelli (1893)
- Vescovo Giovanni Carli (1898)
- Vescovo Disma Marchese (1901)

### Studi
- Giovanni Semeria, Mons. Tommaso Reggio, commemorazione letta all'Associazione letterario-scientifica Cristoforo Colombo, Genova 13 dicembre 1901, in Positio, vol. II, pp. 760–772
- Luigi Sanguineti, Mons. Tommaso dei Marchesi Reggio arcivescovo di Genova, fondatore delle suore di S. Marta, 1818-1901, l'uomo e i suoi tempi, Pisa, 1927
- Emilio Faldi, Tommaso Reggio Arcivescovo di Genova, Genova, 1971
- Francesca Consolini, La formazione umanistica e la dottrina spirituale di Mons. Tommaso Reggio, Roma, 1981, pp. 885 (Tesi di laurea al Magistero Maria SS. Assunta)
- Antonio Durante, Ricordi di un secolo della Chiesa in Genova alla luce dei suoi arcivescovi 1892-1992, Roma, 1993
- Giorgio Basadonna, Sulle tracce di Tommaso Reggio, Gribaudi, Assisi, 1998
- Giovanni Battista Varnier, I grandi arcivescovi Magnasco e Reggio, in AA.VV., Il cammino della Chiesa genovese dalle origini ai nostri giorni, a cura di D. Puncuh, Genova, 1999, pp. 445–449
- Dionigi Tettamanzi, Tommaso Reggio, ed. Piemme, Casale Monferrato, 2000, ISBN 88-384-4902-3